# Гаретсвил (Охајо)
Гаретсвил (енгл. Garrettsville) град је у америчкој савезној држави Охајо.

## Демографија
По попису из 2010. године број становника је 2.325, што је 63 (2,8%) становника више него 2000. године.
| Група             | 2000.         | 2010.         |
| Белци             | 2.218 (98,1%) | 2.261 (97,2%) |
| Афроамериканци    | 6 (0,3%)      | 12 (0,5%)     |
| Азијати           | 3 (0,1%)      | 8 (0,3%)      |
| Хиспаноамериканци | 9 (0,4%)      | 22 (0,9%)     |
| Укупно            | 2.262         | 2.325         |